# ふるさと公園駅

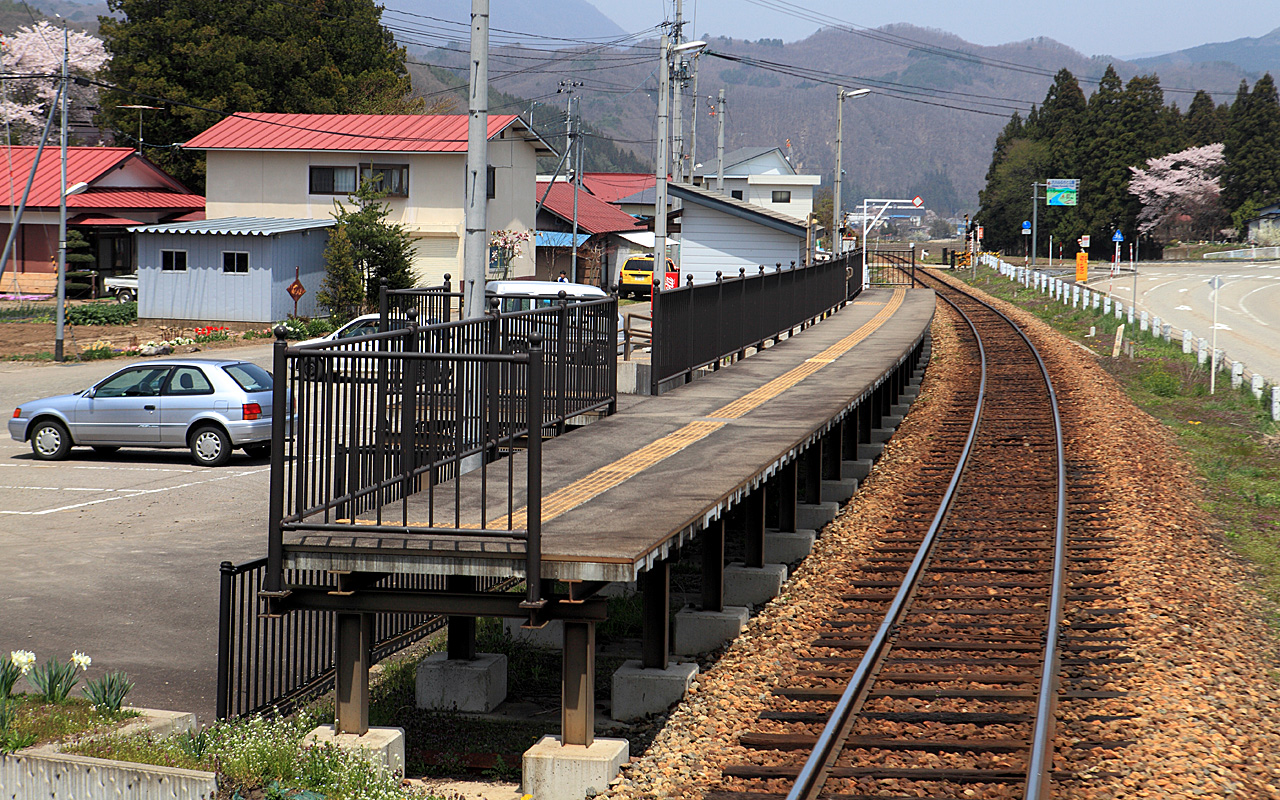
全景

ふるさと公園駅（ふるさとこうえんえき）は、福島県南会津郡下郷町大字沢田字下沢田甲にある会津鉄道会津線の駅である。

## 歴史
- 2002年（平成14年）8月29日 - 開業[1]。

## 駅構造
単式ホーム1面1線の地上駅。無人駅である。

## 利用状況
- 会津鉄道 - 2015年度の1日平均乗車人員は14人であった[2]。

| 乗車人員推移 | 乗車人員推移     |
| 年度         | 一日平均乗車人員 |
| ------------ | ---------------- |
| 2003         | 14               |
| 2004         | 19               |
| 2005         | 19               |
| 2006         | 19               |
| 2007         | 14               |
| 2008         | 11               |
| 2009         | 8                |
| 2010         | 19               |
| 2011         | 16               |
| 2012         | 19               |
| 2013         | 14               |
| 2014         | 11               |
| 2015         | 14               |

## 駅周辺
- 大川ふるさと公園
- 国道121号
- 福島県道347号高陦田島線

## 隣の駅
会津鉄道
■会津線
□快速「リレー号」
通過
□快速「AIZUマウントエクスプレス」・□快速（無愛称の会津若松行き）・■普通（「リレー号」含む）
会津下郷駅 - ふるさと公園駅 - 養鱒公園駅